# Wolrad de Waldeck e Pyrmont
Wolrad de Waldeck and Pyrmont (26 de junho de 1892 – 17 de outubro de 1914) foi um príncipe alemão, filho mais novo de Jorge Vítor, Príncipe de Waldeck e Pyrmont e da sua segunda esposa, a princesa Luísa de Schleswig-Holstein-Sonderburg-Glücksburg.

## Primeiros anos e família
Wolrad nasceu em Arolsen, Waldeck e Pyrmont, sendo o oitavo filho e segundo varão de Jorge Vítor, Príncipe de Waldeck e Pyrmont (1831–1893), (filho de Jorge II, Príncipe de Waldeck e Pyrmont e da princesa Ema de Anhalt-Bernburg-Schaumburg-Hoym) mas o primeiro e único filho da princesa Luísa de Schleswig-Holstein-Sonderburg-Glücksburg (1858–1936), (filha de Frederico, Duque de Schleswig-Holstein-Sonderburg-Glücksburg e da princesa Adelaide de Schaumburg-Lippe). Através de ambos os pais, Wolrad era descente do rei Jorge II da Grã-Bretanha.
Wolrad cresceu sem o pai, que morreu quando ele tinha apenas um ano de idade. Foi criado pela sua mãe e pelo seu meio-irmão Frederico.
Em 1910, acompanhou o seu irmão Frederico ao funeral do rei Eduardo VII do Reino Unido.
Os seus meios-irmãos eramː
- Paulina de Waldeck e Pyrmont (1855–1925) que se casou com Alexis, Príncipe de Bentheim e Steinfurt
- Maria de Waldeck e Pyrmont (1857–1882) que se casou com o príncipe Guilherme de  Württemberg, futuro rei Guilherme II.
- Ema de Waldeck e Pyrmont (1858–1934) que se casou com o rei Guilherme III dos Países Baixos.
- Helena de Waldeck e Pyrmont (1861–1922) que se casou com o príncipe Leopoldo, Duque de Albany, filho da rainha Vitória do Reino Unido.
- Frederico, Príncipe de Waldeck e Pyrmont (1865–1946), último príncipe reinante de Waldeck e Pyrmont.

Foi tio da rainha Guilhermina dos Países Baixos e do duque Carlos Eduardo de Saxe-Coburgo-Gota; tio-avô da rainha Juliana dos Países Baixos; tio-bisavô da rainha Beatriz dos Países Baixos e do rei Carlos XVI Gustavo da Suécia; e tio-trisavô do rei Guilherme Alexandre dos Países Baixos e do duque Carlos Xavier de Parma.

## Educação e carreira militar
Wolrad estudou em Oxford e Grenoble, mas como não teve muito sucesso nos estudos, a família decidiu enviá-lo para o exército. O príncipe mostrou mais aptidão na vida militar do que na universidade e, pouco tempo depois de entrar no exército, foi promovido a tenente do regimento dos Dragões de Hesse que pertencia ao 83̟º Regimento de Infantaria. Durante a Primeira Guerra Mundial combateu em Vosges e, mais tarde, na Batalha do Marne. A sua última batalha ocorreu em Moorslede, na Bélgica, onde acabaria por morrer em combate. Morreu solteiro e sem descentes.

## Títulos e formas de tratamento
- 26 de junho de 1892 – 17 de outubro de 1914: Sua Alteza Sereníssima, o príncipe Wolrad de Waldeck e Pyrmont

## Genealogia
| Wolrad de Waldeck e Pyrmont | Pai: Jorge Vítor, Príncipe de Waldeck e Pyrmont        | Avô paterno: Jorge II, Príncipe de Waldeck e Pyrmont                      | Bisavô paterno: Jorge I, Príncipe de Waldeck e Pyrmont                                 |
| Wolrad de Waldeck e Pyrmont | Pai: Jorge Vítor, Príncipe de Waldeck e Pyrmont        | Avô paterno: Jorge II, Príncipe de Waldeck e Pyrmont                      | Bisavó paterna: Augusta de Schwarzburg-Sondershausen                                   |
| Wolrad de Waldeck e Pyrmont | Pai: Jorge Vítor, Príncipe de Waldeck e Pyrmont        | Avó paterna: Ema de Anhalt-Bernburg-Schaumburg-Hoym                       | Bisavô paterno: Vítor II, Príncipe de Anhalt-Bernburg-Schaumburg-Hoym                  |
| Wolrad de Waldeck e Pyrmont | Pai: Jorge Vítor, Príncipe de Waldeck e Pyrmont        | Avó paterna: Ema de Anhalt-Bernburg-Schaumburg-Hoym                       | Bisavó paterna: Amália Carlota de Nassau-Weilburg                                      |
| Wolrad de Waldeck e Pyrmont | Mãe: Luísa de Schleswig-Holstein-Sonderburg-Glücksburg | Avô materno: Frederico, Duque de Schleswig-Holstein-Sonderburg-Glücksburg | Bisavô materno: Frederico Guilherme, Duque de Schleswig-Holstein-Sonderburg-Glücksburg |
| Wolrad de Waldeck e Pyrmont | Mãe: Luísa de Schleswig-Holstein-Sonderburg-Glücksburg | Avô materno: Frederico, Duque de Schleswig-Holstein-Sonderburg-Glücksburg | Bisavó materna: Luísa Carolina de Hesse-Cassel                                         |
| Wolrad de Waldeck e Pyrmont | Mãe: Luísa de Schleswig-Holstein-Sonderburg-Glücksburg | Avó materna: Adelaide de Schaumburg-Lippe (1821-1899)                     | Bisavô materno: Jorge Guilherme, Príncipe de Schaumburg-Lippe                          |
| Wolrad de Waldeck e Pyrmont | Mãe: Luísa de Schleswig-Holstein-Sonderburg-Glücksburg | Avó materna: Adelaide de Schaumburg-Lippe (1821-1899)                     | Bisavó materna: Ida de Waldeck e Pyrmont                                               |